# Santa Cruz (ort i Jamaica)
Santa Cruz är en ort i Jamaica.   Den ligger i parishen Parish of Saint Elizabeth, i den västra delen av landet, 100 km väster om huvudstaden Kingston. Santa Cruz ligger 13 meter över havet och antalet invånare är 8 217. Den ligger på ön Jamaica.
Terrängen runt Santa Cruz är platt åt nordost, men åt sydväst är den kuperad. Runt Santa Cruz är det ganska tätbefolkat, med 129 invånare per kvadratkilometer. Santa Cruz är det största samhället i trakten. Omgivningarna runt Santa Cruz är en mosaik av jordbruksmark och naturlig växtlighet.